# Лорікет синьоголовий
Лорікет синьоголовий (Trichoglossus moluccanus) — вид птахів родини папугових.
Станом на 2019 рік, згідно з дослідженнями BirdLife Australia, що базуються на спостереженнях волонтерів, є найпоширенішим видом птахів у Австралії. Усього в країні мешкає понад 400,000 лорікетів синьоголових.

## Таксономія
Веселковий лорікет був офіційно класифікований у 1788 році німецьким натуралістом Йоганном Фрідріхом Ґмеліном з біномінальною назвою Psittacus moluccanus.
Визнано два підвиди, в залежності від розповсюдження:
- Trichoglossus moluccanus septentrionalis Robinson, 1900 — півострів Кейп-Йорк (північно-східна Австралія);
- Trichoglossus moluccanus moluccanus (Gmelin, JF, 1788) — Австралія (крім півострова Кейп-Йорк) і Тасманія.

Веселковий лорікет з червоним комірцем (T. rubritorquis) часто вважався підвидом, але сьогодні більшість авторитетів вважають його окремим видом. У 2019 році веселковий лорікет з Австралії був позділений на три підвиди — веселковий, кокосовий (Trichoglossus haematodus) і лорікет з червоним комірцем (Trichoglossus rubritorquis).

## Опис
синьоголовий лорікет — папуга середнього розміру, довжина якого коливається від 25 до 30 см (9,8 — 11,8 дюйма) разом із хвостом, а вага — від 75 до 157 г (2,6–5,5 унцій). Оперення номінантної раси, як і у всіх підвидів, дуже яскраве і барвисте. Голова темно-синього кольору з зеленувато-жовтим комірцем, а крила, спина та хвіст — зелені. Грудка помаранчево-жовта. Черево темно-блакитне, а стегна і огузок зелені. Під час польоту жовта смуга надкрила чітко контрастує з червоним покривом підкрилка.
Молоді особини мають чорний дзьоб, який у дорослих особин поступово світлішає до оранжевого.